# Palazzo Casali Pelagallo
Palazzo Casali Pelagallo, conhecido apenas como Palazzo Casali, é um palácio maneirista localizado no número 23 da Via della Stelletta, no rione Sant'Eustachio de Roma. 

## História
A Via delle Stelletta era conhecida antigamente como Strada di Campo Marzio e recebeu posteriormente o nome atual por causa do Albergo della Stelletta, que ficava na via; dela partiam carruagens para os Estados Papais e para os estados estrangeiros. De origem no século XVI, o edifício passou por diversas reestruturações nos séculos seguintes que alteraram completamente o seu aspecto original. Um remanescente importante desta estrutura original é visível na fachada na altura do número 22a: um arco de volta perfeita provavelmente pertencente a um pórtico que foi emparedado.
O edifício, obra de um arquiteto desconhecido, foi construído para a nobre família dos Casali, presentes em Roma desde pelo menos 1308. Diversos foram os seus membros entre os conservadores do Capitólio, começando com um tal Parente em 1456 e seguindo ininterruptamente até o final de 1860. Os Casali já eram nobres em 1447 e a primeira figura importante foi Rafaelle (m. 1545), abreviador apostólico e prior dos caporioni, a quem é atribuída a construção deste palácio. Porém, o responsável por sua glória foi, indubitavelmente, Antonio, nomeado cardeal em 1770 e prefeito de Roma. O último dos Casali foi Giovanni Battista (m. 1778), cuja família Maddalena, tendo se casado com o marquês Stanislao Del Drago, passou o título e o sobrenome para seu filho Raffaele, que iniciou a família dos Casali Del Drago como marqueses de Riofreddo.
Contudo, esta família também se extinguiu no filho de Raffaele, o cardeal Giambattista Casali Del Drago, morto em 1907. Contudo, sua filha, Maria, havia se casado em 1859 com o conde de Marazzano, Carlo Andrea Pelagallo, e, desta forma, os Pelagallo herdaram seu título e suas propriedades. 

## Descrição
Em 11 de junho de 1580, uma procissão solene acompanhou o corpo de São Gregório de Nazianzo partindo de Santa Maria della Concezione in Campo Marzio até a Basílica de São Pedro. O evento foi pintado num afresco por Matteo Bril e Antonio Tempesta no Palácio Apostólico. Trata-se da única evidência da aparência renascentista do Palazzo Casali antes da reforma no século XIX, que lhe deu uma aparência bastante ordinária. 
Atualmente, o Palazzo Casali apresenta uma fachada ligeiramente curva em três pisos separados por duas belas cornijas marcapiano e com oito janelas cada um, arquitravados no primeiro e no segundo e emoldurados no terceiro. O portal, no número 23, leva a um átrio e a um pequeno pátio interno onde fica uma fonte atualmente constituída por um simples tubo de ferro inserido numa parede (ele provavelmente substitui um bico anterior contido em uma [[roseta (arquitetura) ou em um prótromo leonino) que verte água em um sarcófago de mármore branco decorado em baixo-relevo mais abaixo.
À esquerda, antes de chegar ao pátio, se abre um segundo átrio onde fica uma bela escadaria de mármore que leva aos apartamentos e que é decorada com bustos antigos de personagens romanos: entre eles, no arco rebaixado e sobre os caixilhos das portas e janelas, estão o brasão dos Casali Del Drago, constituído por um castelo com torres sobre o qual está uma pomba com um ramo de oliva no bico.